# Eroberung Orans
Die Eroberung Orans im Jahr 1509, durch eine Armee unter der Leitung des Kardinals Francisco Jiménez de Cisneros, brachte die Stadt Oran in Nordafrika dauerhaft unter die Herrschaft der Krone von Kastilien.

## Gründe für kastilische Eroberungen in Nordafrika

### Schutz vor Piraterie und Rebellion
Nach der Eroberung des Königreiches Granada verließ die Elite der muslimischen Bevölkerung das Land und ließ sich im Gebiet der Mittelmeerküste Nordafrikas nieder. Sie stand unter dem Verdacht, Rebellionen der im christlichen Königreich Granada gebliebenen Muslime und Morisken zu provozieren und zu unterstützen. Nach dem Aufstand in den Alpujarras (1499–1501) wurden 1502 alle Muslime aus dem Königreich Granada zur Konversion oder zum Verlassen des Landes gezwungen. Da sich die Betroffenen eine Ausreise meist nicht leisten konnten und verschiedene Fatwas zu dem Ergebnis kamen, dass eine vorgetäuschte Konversion vom Islam zum Christentum unter gewissen Voraussetzungen mit den Vorschriften des Koran vereinbar sei, ließen sich viele Muslime taufen und lebten als Morisken in Spanien.
Die Häfen der Nordafrikanischen Küste dienten den Barbaresken-Korsaren als Zufluchtshäfen. Von hier aus wurden immer wieder Raubzüge auf die Iberische Halbinsel durchgeführt. Die Angreifer konnten dabei die Ortskenntnisse der ausgewanderten Muslime nutzen und mit der Unterstützung der Morisken rechnen. Aus der Sicht der Krone von Kastilien war die Besetzung der Häfen in Nordafrika die wirksamste Methode, die spanische Küste vor Angriffen zu schützen.
Ein eher langfristiges strategisches Ziel der Eroberung von Stützpunkten in Nordafrika war die Aufrechterhaltung einer starken Stellung Portugals und Kastiliens im Mittelmeer, um die zunehmende Ausdehnung des Osmanischen Reichs aufzuhalten.

### Missionsabsichten
Das Ziel der Bekehrung der Muslime in Nordafrika spielte in der Expansionspolitik Kastiliens keine bedeutende Rolle. König Ferdinand machte keinen Versuch, moralische oder finanzielle Unterstützung der Aktionen in Afrika dadurch zu bekommen, dass der Papst diese zu Kreuzzügen erklärte. Königin Isabella bestärkte in ihrem Testament ihre Nachfolger besonders im Kampf gegen die Ungläubigen in Nordafrika. Kardinal Cisneros war einer der von der Königin eingesetzten Testamentsvollstrecker. Die Eroberung Orans war aus seiner Sicht Teil der Erfüllung ihres letzten Willens.
Francisco Jiménez de Cisneros hatte durch die Ernennung zum Erzbischof von Toledo, der größten und reichsten Diözese nach Rom, sowie durch die Ernennung zum Generalinquisitor und die Erhebung zum Kardinal die Spitze der kirchlichen Würden in Kastilien erreicht. Nach der Rückkehr König Ferdinands aus Neapel beendete Cisneros seine politische Tätigkeit als Vorsitzender des Regentschaftsrates der Königin Johanna. Die von ihm gegründete Universität in Alcalá de Henares nahm 1508 den Lehrbetrieb auf und die Arbeiten an der von ihm finanzierten Ausgabe der mehrsprachigen Bibel gingen gut voran. In dieser Zeit verwandelten sich die jugendlichen Träume einer Eroberung der durch den Islam besetzten Länder in eine leidenschaftliche Besessenheit des erwachsenen Mannes. Nachdem seine Appelle an Heinrich VII., den König von England, Manuel I., den König von Portugal und Ferdinand den König von Aragonien und Regenten von Kastilien mit einem gemeinsamen Heer Jerusalem zu erobern, nicht erfolgreich waren, konzentrierte Cisneros sich auf die Eroberung der Küste Nordafrikas als einen ersten Schritt in Richtung Jerusalem.

## Mazalquivir
Der Hafen von Mazalquivir galt als einer der wichtigsten Zufluchtsorte der Piraten. Der Hafen war groß genug, um Flotten zu beherbergen, die Eroberungen an anderen Teilen der Küste durchführen sollten. Die Herrschaft über Mazalquivir war der erste unerlässliche Schritt zur Beherrschung Orans, das nur wenige Kilometer entfernt liegt. Nachdem 1492 Pläne der Krone von Kastilien, Mazalquivir zu besetzen, verworfen wurden, nahm König Ferdinand die Idee im Jahr 1505 als Regent Kastiliens wieder auf. Im Namen seiner Tochter Königin Johanna ernannte er am 3. Juli 1505 Diego Fernández de Córdoba y Arellano zum Generalkapitän der Armada für Nordafrika. Die Truppen bestanden insgesamt aus etwa 5000 Infanteristen und 300 Kavalleristen, davon 50 Mann Schwere Kavallerie. Die Schiffe verließen am 9. September 1505 den Hafen von Málaga. Am 11. September 1505 erreichten sie die Gewässer vor Mazalquivir. Die Berber, denen der bevorstehende Angriff durch Spione angekündigt worden war, konzentrierten starke Kräfte in der Umgegend, aber nach einem Rückzug der Flotte glaubten sie, dass der Angriff an anderer Stelle stattfinden werde. Die kastilische Infanterie konnte während eines Gewitterregens an Land gehen und die Höhen um Mazalquivir besetzen. Die Verteidiger der Festungsanlage schlugen einen Waffenstillstand bis zum 13. September vor. Der Waffenstillstand wurde vereinbart. Nachdem bis zu diesem Zeitpunkt keine Truppen des Königs von Tremecén zur Hilfe gekommen waren, zogen die Belagerten mit ihren Familien und ihrem Eigentum ab und die Kastilier besetzten die Festung.
Die nach der Eroberung in Mazalquivir eingerichtete Garnison mit 500 Infanteristen, 100 Kavalleristen und 50 Geschützen musste, da selbst die Wasserversorgung aus dem Hinterland nicht möglich war, dauerhaft von See her unterhalten werden. Bedingt durch die Regierungsübernahme durch Königin Johanna und König Philipp in Kastilien wurden die Eroberungen in Nordafrika unterbrochen. Erst nach der Rückkehr Ferdinands aus Italien und seine erneute Übernahme der Regentschaft in Kastilien gab es neue Bestrebungen, den Kampf gegen die Piraten und die Ungläubigen wieder aufzunehmen.

## Angriff auf Oran
Die stark befestigte Hafenstadt Oran lag im Reich der Abdalwadiden, deren Herrscher von den Kastiliern als Könige von Tremecén bezeichnet wurden. Die Stadt hatte Verbindungen zum Hinterland und war zeitweise ein Endpunkt der Handelswege zum Inneren Afrikas. Der Hafen galt als Umschlagplatz für Beute, die muslimische Piraten bei ihren Angriffen auf Kastilien gemacht hatten. König Ferdinand ernannte am 20. August 1508 auf dessen Bitte den 73 Jahre alten Franziskanerbruder und Erzbischof von Toledo, Kardinal Francisco Jiménez de Cisneros, der nie zuvor an einer kriegerischen Auseinandersetzung teilgenommen hatte, zum Generalkapitän des Feldzuges gegen Oran. Pedro Navarro wurde zum Heerführer (Maestre de campo general) des Unternehmens bestimmt. Navarro hatte als Truppenführer in Italien gekämpft, galt als Experte für das Sprengen von Befestigungsmauern und hatte am 23. Juli 1508 im Rahmen einer Aktion gegen Piraten mit seinen Truppen den Peñón de Vélez de la Gomera erobert. König Ferdinand lehnte den Vorschlag Cisneros ab, Gonzalo Fernández de Córdoba y Aguilar, der seit 1508 in Loja im Ruhestand lebte, zum Befehlshaber zu ernennen. Zusätzlich zu dem regulären Heer, das der König stellte, rekrutierte Kardinal Cisneros weitere Truppen. Die gesamte Bezahlung der Truppen, ihre Ausrüstung, ihr Unterhalt und ihr Transport sollten aus den Einkünften des Erzbischofs von Toledo gezahlt werden.

### Überfahrt
Im Hafen von Cartagena lagen im Mai 1509 zehn Galeeren und 80 weitere Schiffe für den Transport von Truppen und Ausrüstung bereit. Militäreinheiten, die aus erfahrenen Veteranen bestanden, die in Italien gekämpft hatten und kurz zuvor mit dem König in Spanien eingetroffen waren, bildeten den größten Teil der Truppe. Insgesamt waren es 10.500 Fußsoldaten, davon 800 Abenteurer aus verschiedenen Ländern, die ohne Sold oder Vereidigung mit der Hoffnung auf Beute kämpften, außerdem 550 Kavalleristen und 2650 Matrosen. Die Truppen wurden am 13. Mai 1509 in Cartagena eingeschifft. Am 16. Mai 1509 konnte die Flotte auslaufen und am 17. Mai 1509, dem Tag Christi Himmelfahrt, in der Dämmerung, kam die gesamte Flotte im Mazalquivir an. Da der Hafen fest in kastilischer Hand war, konnten die Truppen ohne Zwischenfälle an Land gehen.

### Militärisches Vorgehen
Bei der Aufstellung der Angriffsformationen am Morgen des 18. Mai 1509 erschien Kardinal Cisneros auf einer weißen Stute reitend, das Schwert am Gürtel über dem Habit der Franziskaner. Er war umgeben von seinen Klerikern, die ebenfalls beritten waren und das „Vexilla regis“ anstimmten. Als die Truppenführer sahen, dass der 73 Jahre alte Kardinal, der keinerlei Kampferfahrung hatte, sich anschickte, den Angriff persönlich anführen zu wollen, brachten sie ihn zur Einsicht, sich vom Schlachtfeld zurückzuziehen. Seine Aufgabe als Prälat sei es jetzt, sich dem Gebet zu widmen und den Sieg zu erflehen.
Der Widerstand, den die Verteidiger den Angreifern beim Übergang über den Bergrücken zwischen Mazalquivir und Oran entgegenstellten, konnte leicht gebrochen werden. Um drei Uhr am Nachmittag des 18. Mai 1509 gab Pedro Navarro den Befehl, die Mauern von Oran zu erstürmen. Einigen Angreifern gelang es, die Mauer zu überwinden, in die Stadt einzudringen und zwei Tore zu öffnen. Die in die Enge getriebenen Verteidiger wurden von den besser bewaffneten und geübten Angreifern niedergemetzelt. Noch vor Sonnenuntergang flatterten die christlichen Fahnen auf den Türmen Orans.
Die Version, dass es einigen Angreifern gelang, die Mauer zu überwinden und die Tore von innen zu öffnen, wurde von verschiedenen Fachleuten bezweifelt. Es gab bereits kurz nach der Eroberung Gerüchte, dass Muslime, Freunde der Spanier, die Tore der Stadt von innen öffneten.
Am Sonntag, dem 20. Mai 1509 zog Kardinal Cisneros in die Stadt ein. Er wurde begleitet von seinen Priestern und Ordensbrüdern, die ein Te Deum anstimmten. Er selbst leitete die Befreiung 300 christlicher Gefangener, die in den Gefängnissen unter der Festung angekettet waren. Diese Personen waren als Beute bei Angriffen aus Spanien verschleppt worden. Eine der ersten Maßnahmen in der besetzten Stadt war die Weihe zweier ehemaliger Moscheen zu Kirchen, die dem Heiligen Jakobus und der Jungfrau des Sieges (Virgen de las Victorias) gewidmet waren und die Einrichtung eines Krankenhauses.
Nach sechs Tagen Aufenthalt in Nordafrika, davon drei Tage in Oran, kehrte Kardinal Cisneros am 23. Mai 1509 auf die Iberische Halbinsel zurück. Er verzichtete auf seinen Anteil an der Beute mit Ausnahme einiger Bücher über Astrologie und Medizin, die er der Bibliothek der Universität von Alcalá de Henares übergab.

## Folgen der Eroberung
Nachdem ein Teil der Bevölkerung der Stadt Oran während der Eroberung getötet und ein anderer Teil versklavt nach Spanien gebracht worden war, sollte die Stadt, wie nach der Eroberungen im Rahmen der Reconquista üblich, wiederbesiedelt werden.
Anfänglich wurden Gebäude, Grundstücke und Einrichtungen wie z. B. Mühlen ohne vorherige Inventarisierung oder Überschreibung an Privatpersonen, die Kirche oder die Militärischen Orden vergeben. Das führte später zu vielen Rechtsstreitigkeiten. Die Privatpersonen, die in geordneten Verfahren Eigentümer von Güter werden wollten, mussten einen guten Leumund haben und verheiratet sein. Das volle Verfügungsrecht erhielten sie erst, wenn sie zehn Jahre persönlich anwesend waren. Trotz der versprochenen ewigen Steuerfreiheit fanden sich nur wenige Interessenten. Die Krone hatte die Absicht, die Ansiedlung von Bürgern parallel zum fortschreitenden Abzug der Truppen zu erhöhen mit dem Ziel, die hohen Kosten, die der Unterhalt der nordafrikanischen Enklaven für die Staatskasse verursachte, zu verringern. 1509 waren in der Garnison von Oran und Mazalquivir 3000 Soldaten stationiert, im Februar 1512 waren es 1800 und im Januar 1515 nur noch 800. Die Kosten des Unterhalts von Oran und Mazalquivir waren erheblich höher als vorgesehen, die Einnahmen erheblich niedriger. Die Enklaven in Nordafrika hatten zwar einen sicherheitspolitischen und strategischen Nutzen, wirtschaftlich erwiesen sich die Unternehmen, von denen am Anfang Gewinne erwartet wurden, als verlustreich. Die Hafenstadt Oran blieb bis 1708 Teil der Länder der Krone von Kastilien bzw. Spanien.

## Darstellung in der Kunst

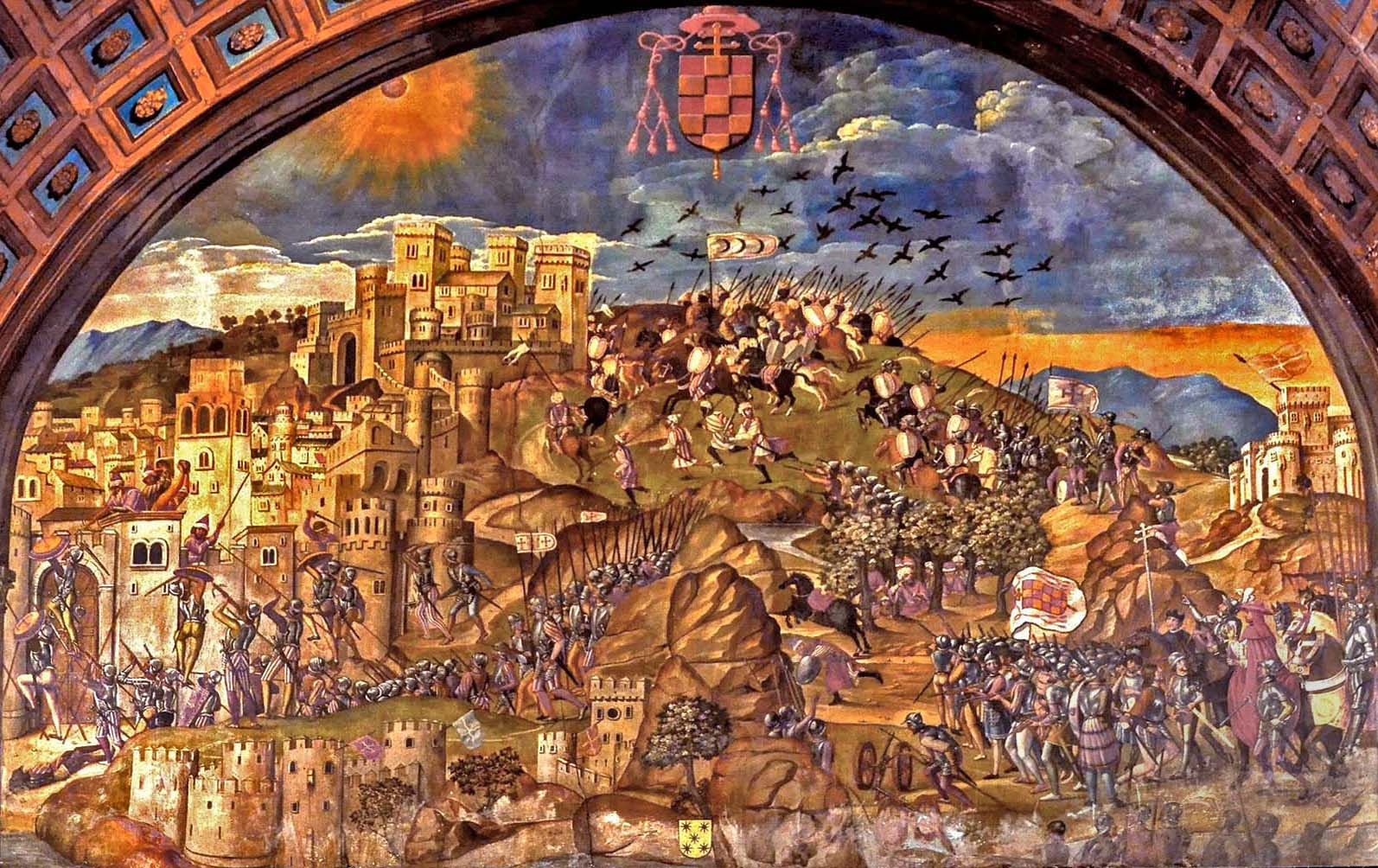
Eroberung Orans im Jahr 1509
Juan de Borgoña
Fresko aus dem Jahr 1514

### Juan de Borgoña
Im Jahr 1514 hat Juan de Borgoña im Auftrag des Erzbischofs von Toledo, Francisco Kardinal Jiménez de Cisneros, die Eroberung Orans in fünf Szenen auf drei Wandbildern dargestellt. Die Freskomalereien befinden sich in einer Nische der als Capilla Mozárabe bekannten Capilla del Corpus Christi (Fronleichnamskapelle) der Kathedrale von Toledo. Kardinal Cisneros ließ eine lateinischsprachige Legende unter dem mittleren Bild anbringen. Diese wurde später durch einen kastilischsprachigen Text ersetzt. Die dort gemachten Angaben z. B. zur Anzahl der Verluste der Kastilier, werden von Historikern bezweifelt.
Das Bild auf der linken Seitenwand zeigt die Abfahrt Cisneros zur Rückreise im Hafen von Oran. Auf dem Schiff erkennt man gefesselte Kinder Frauen und Männer in exotischer Kleidung. Das Bild auf der mittleren Wand zeigt auf der rechten Seite Kardinal Cisneros mit seinem Gefolge und seiner Standarte. In der Mitte im oberen Teil des Bildes werden Kämpfe zwischen christlichen und maurischen Kriegern dargestellt, bei denen die Mauren auf der Flucht sind. Auf der linken Seite der zentralen Darstellung wird die Erstürmung der Mauern der Stadt Oran gezeigt. Auf dem Fresko auf der rechten Wand sieht man eine Darstellung der Rückkehr des Kardinals nach Kastilien.

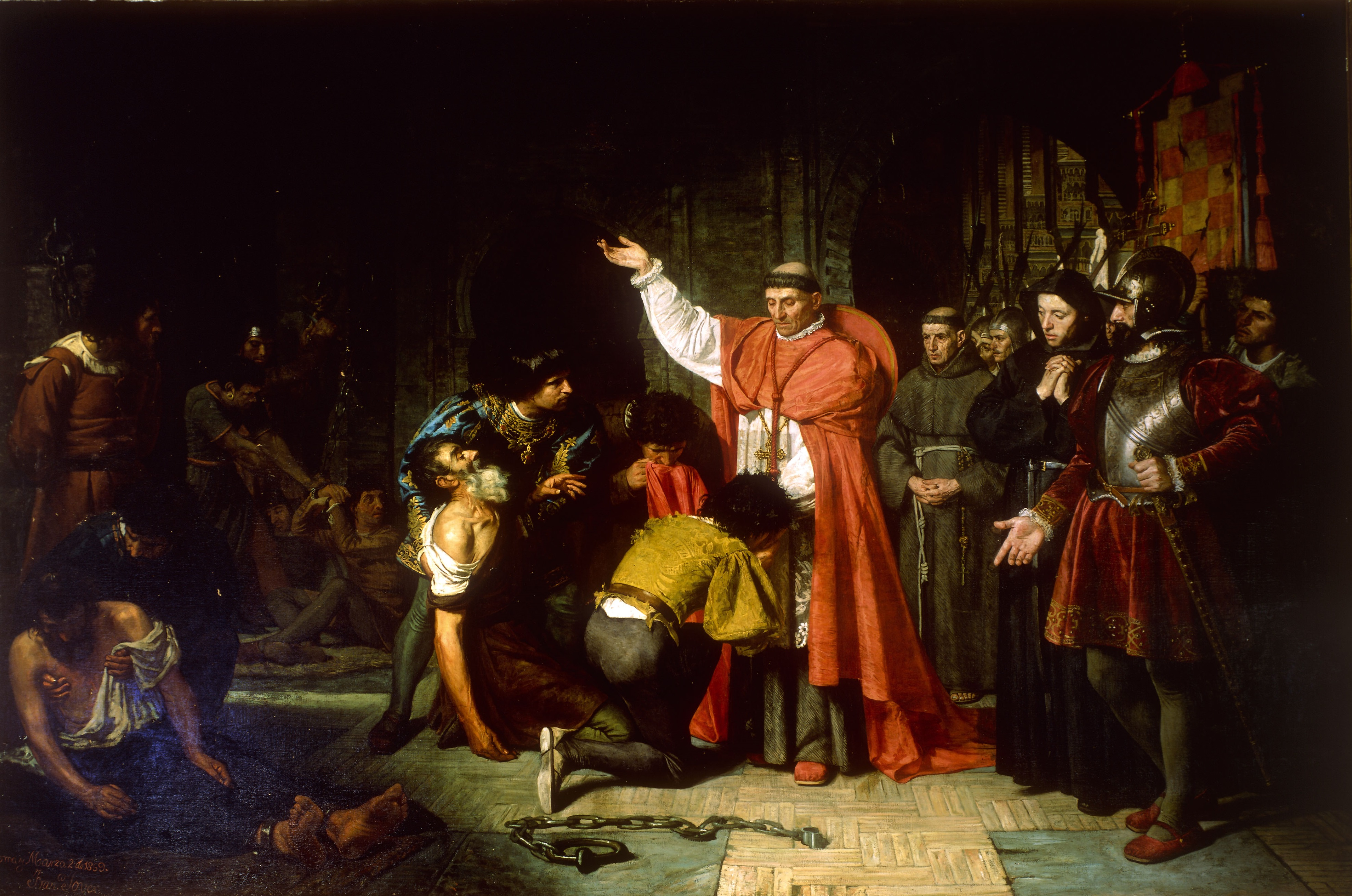
Kardinal Cisneros befreit die Gefangenen von Oran
Francisco Jover y Casanova
Historienbild aus dem Jahr 1869

### Francisco Jover y Casanova
Der spanische Historienmaler Francisco Jover y Casanova hat im Jahr 1869 in Rom ein Bild mit dem Titel Conquista de Orán gemalt. Das 2,89 × 4,33 Meter große Bild hängt im Palacio del Senado in Madrid.
Es zeigt den Kardinal Cisneros wie er nach der Eroberung der Stadt Oran die Befreiung von 300 christlichen Gefangenen persönlich leitet. Die Gefangenen waren in den unterirdischen Räumen der Festungsanlagen angekettet. Die Mauren hielten sie gefangen, um sie gegen Lösegeld nach Spanien zurückzuschicken oder als Sklaven zu verkaufen.